# (1497) Tampere
(1497) Tampere es un asteroide que forma parte del cinturón de asteroides y fue descubierto el 22 de septiembre de 1938 por Yrjö Väisälä desde el observatorio de Iso-Heikkilä, Finlandia.

## Designación y nombre
Tampere recibió inicialmente la designación de 1938 SB1.
Más tarde, se nombró por la ciudad finesa de Tampere.

## Características orbitales
Tampere orbita a una distancia media del Sol de 2,896 ua, pudiendo alejarse hasta 3,13 ua. Su inclinación orbital es 1,061° y la excentricidad 0,08086. Emplea en completar una órbita alrededor del Sol 1800 días.